# Richard Corben
Richard Corben (* 1. Oktober 1940 auf einer Farm in der Nähe von Anderson, Missouri; † 2. Dezember 2020) war ein US-amerikanischer Comic-Künstler.

## Leben und Karriere
Corben zählte zu den wichtigen Künstlern der Underground Comix der 70er Jahre. Dabei ging es ihm, was Arbeiten wie Razar the Unhero, When Dreams Collide, Mangle Robot Mangler zeigen, zunächst um eine kritische Auseinandersetzung mit den zu der Zeit allgegenwärtigen Superhelden. Im Verlauf dieser Auseinandersetzung entwickelt Corben schrittweise die Grundkomponenten seiner Helden und deren Kontrahenten, der Monster, ein Prozess, der mit der Gestaltung der Figuren „Den“ und „Lizardman“ zu einem vorläufigen Ende kommt (Grim Wit  Nr. 2, 1973).
International bekannt wurde er über Frankreich, als 1975 Jean Giraud, Pierre Dionnet, Philippe Druillet und Bernard Farkas das Comic-Magazin Métal hurlant in Frankreich gründeten und Corben dort Geschichten veröffentlichte. In den USA erschien das Heft unter dem Titel Heavy Metal, in Deutschland als Schwermetall.
Mit Hilfe einer besonderen, auf die plastische Gestaltung von Gegenständen und Figuren hin ausgerichteten Maltechnik gelingt es Corben atmosphärisch düstere Alternativwelten zu entwickeln, wobei er sich zum Beispiel in Neverwhere, dem ersten Band der Den-Serie, von der Welt der Azteken und von H. P. Lovecraft inspirieren lässt. Ein besonderes Markenzeichen von Corbens Kunst ist die körperbetonte Darstellung der Protagonisten in Form von nackten männlichen Muskelprotzen und vollbusigen, leicht oder gar nicht bekleideten Frauen.
Die in der Comic-Szene heute vielfach verwendete Bezeichnung Graphic Novel taucht erstmals 1976 im Zusammenhang mit der Veröffentlichung von Richard Corbens Album Bloodstar auf.
Einige von Corbens Werken wurden auch verfilmt. So war seine Geschichte Hero Grundlage für eine Sequenz des Zeichentrickfilms Heavy Metal. Für den lediglich auf Video veröffentlichten Film The Dark Planet (1989), den er auch produzierte, schrieb er das Drehbuch, führte Regie und übernahm auch eine Rolle.
Er starb am 2. Dezember 2020 an den Folgen einer Herzoperation.

## Werke
| Jahr | Originaltitel                       | Seiten | Autor                       | Verlag                 | Deutsche Veröffentlichung                                                                                 |
| 1969 | The Plague                          | 32     | Dennis Cunningham           | Weirdom                | Die Pest, Schwermetall 72 + 73, Alpha Comic Verlag, Januar + Februar 1986                                 |
|      | Dead Hill                           | 7      | Corben                      |                        | |
|      | Monsters Rule                       | 8      | Corben                      | Voice of Comicdom      | |
| 1970 | Razar, the Unhero                   | 8      | Herb Arnold                 | Rip Off Press          | Razar der Unheld, Die aussergewöhnliche Welt des Richard Corben 1, Volksverlag, 1977                      |
|      | Horrible Harvey's House             | 11     | Corben                      | Last Gasp              | Harveys Horror Haus!!, U-Comix Sonderband 3, Volksverlag, 1974                                            |
|      | Lame Lem's Love                     | 8      | Corben                      | Last Gasp              | Die lange Liebe des lahmen Lem, Beta Comic Art Collection 4, Beta Verlag, 1985                            |
|      | When Dreams Collide                 | 8      | Corben                      | Last Gasp              | Wenn Träume kollidieren, U-Comix Sonderband 3, Volksverlag, 1974                                          |
|      | Twighlight of the Dogs              | 10     | Corben                      | Fantagor Press         | Köterdämmerung, Schwermetall 40, Volksverlag, Mai 1983                                                    |
|      | Rowlf                               | 32     | Corben                      | Voice of Comicdon      | Die Geschichte von Rowlf, Rowlf & Die Bestie von Wolfton, Volksverlag, 1981                               |
|      | Oteg                                | 8      | Corben                      | Fantagor Press         | |
|      | Gastric Fortitude                   | 5      | Corben                      | Kitchen Sink           | Liebe geht durch den Magen, Schwermetall 69, Alpha Comic Verlag, Oktober 1985                             |
|      | Inna Pit                            | 4      | Corben                      | Fantagor Press         | Inner Falle, Schwermetall 63, Alpha Comic Verlag, April 1985                                              |
|      | Frozen Beauty                       | 6      | Corben                      | Warren                 | Frostige Schönheit, Vampirella 4, Volksverlag, Januar/Februar 1982                                        |
|      | How Howie Made It in the Real World | 8      | Corben                      | Gasp                   | Wie es Howard in der neuen Welt packt, Die aussergewöhnliche Welt des Richard Corben 1, Volksverlag, 1977 |
| 1971 | Cidopey                             | 8      | Corben                      | Rip Off Press          | Cidopey, Die aussergewöhnliche Welt des Richard Corben 1, Volksverlag, 1977                               |
|      | To Spear a Fair Maiden              | 8      | Jan Strnad                  | Last Gasp              | Die Jungfrau, Schwermetall 70, Alpha Comic Verlag, November 1985                                          |
|      | Encounter at War                    | 13     | Jan Strnad                  | Bud Plant              | Begegnung im Krieg, U-Comix Sonderband 3, Volksverlag, 1974                                               |
|      | Dumb Story                          | 10     | Corben                      | Last Gasp              | |
|      | Bookworm                            | 7      | Jerry Conway                | Warren                 | Der Bücherwurm, Vampirella 8, Volksverlag, Januar 1983                                                    |
|      | Golden Sun Disk of the Incas        | 1      | ?                           | Warren                 | |
|      | Astrology                           | 1      | ?                           | Warren                 | |
|      | Tangible Hatred                     | 10     | Donald McGregor             | Warren                 | |
|      | The Pest                            | 7      | Steven Skeates              | Warren                 | |
| 1972 | The Beast of Wolfton                | 25     | Corben                      | Last Gasp              | Die Bestie von Wolfton, U-Comix Sonderband 3, Volksverlag, 1974                                           |
|      | Gothic Tale                         | 15     | Tom Vietch                  | Last Gasp              | |
|      | Kittens for Christian               | 10     | Jan Strnad                  | Last Gasp              | Kätzchen für Christian, Schwermetall 18 + 19, Volksverlag, Juli + August 1981                             |
|      | Space Jacked                        | 10     | Corben                      | Last Gasp              | Raum Entführung, Die aussergewöhnliche Welt des Richard Corben 1, Volksverlag, 1977                       |
|      | The Temple                          | 4      | Corben                      | Last Gasp              | Der Tempel, Vampirella 3, Volksverlag, Oktober/November 1981                                              |
|      | To Meet the Faces you Meet          | 16     | Jan Strnad                  | Kitchen Sink           | Treffe die Gesichter die du triffst, U-Comix Sonderband 3, Volksverlag, 1974                              |
|      | Going Home                          | 8      | Corben                      | Funnybook              | Heimgehen, Die aussergewöhnliche Welt des Richard Corben 1, Volksverlag, 1977                             |
|      | Dome Battle                         | 2      | Corben                      | Fantagor Press         | Einen Sieger gibt's immer, Beta Comic Art Collection 4, Beta Verlag, 1985                                 |
|      | Bull Digger                         | 2      | Corben                      | Fantagor Press         | Der Goldgräber, Beta Comic Art Collection 4, Beta Verlag, 1985                                            |
|      | Rats in the Walls                   | 10     | Corben nach Lovecraft, Werk | Last Gasp              | Ratten in den Wänden, U-Comix Sonderband 3, Volksverlag, 1974                                             |
|      | Necromancer                         | 7      | Corben                      | Fantagor Press         | Necromancer, U-Comix Sonderband 3, Volksverlag, 1974                                                      |
|      | Melton's Big Game                   | 10     | Corben                      | Last Gasp              | Melton's großes Spiel, U-Comix Sonderband 3, Volksverlag, 1974                                            |
|      | Flys                                | 4      | Corben                      | Fantagor Press         | Fliegen, Wer ist Richard Corben ?, Volksverlag, 1982                                                      |
|      | The Awakening                       | 4      | Corben                      | Fantagor Press         | Das Erwachen, Schwermetall 42, Volksverlag, Juli 1983                                                     |
|      | For Love of a Demon                 | 7      | Corben                      | Fantagor Press         | |
|      | Bright Eyes                         | 7      | Douglas Moench              | Warren                 | |
|      | Friedheim the Magnificent           | 7      | Greg Potter                 | Warren                 | Friedhelm der Einzigartige, Schwermetall 62, Alpha Comic Verlag, März 1985                                |
|      | Bug                                 | 5      | Corben                      | Fantagor Press         | Insekten, Wer ist Richard Corben ?, Volksverlag, 1982                                                     |
|      | Mangle, Robot Mangler               | 6      | Corben                      | Gasp                   | Mangel der Roboterkiller, Die aussergewöhnliche Welt des Richard Corben 1, Volksverlag, 1977              |
|      | For the Love of a Daemon            | 7      | Corben                      | Fantagor Press         | Für die Liebe eines Drachen, Die aussergewöhnliche Welt des Richard Corben 1, Volksverlag, 1977           |
| 1973 | Alice in Wonderlust                 | 3      | Corben                      | Bud Plant              | Alice in Wonderlust, U-Comix Sonderband 3, Volksverlag, 1974                                              |
|      | Damsel in Dragon Dress              | 6      | Doug Moench                 | Fantagor Press         | Maid im Drachenkleid, Die aussergewöhnliche Welt des Richard Corben 1, Volksverlag, 1977                  |
|      | Terror Tomb                         | 8      | Corben                      | Warren                 | Grab des Terrors, Schwermetall 22, Volksverlag, November 1981                                             |
|      | Change into Something Comfortable   | 8      | Douglas Moench              | Warren                 | Schlüpf doch in was Bequemeres, Vampirella 1, Volksverlag, Juni/Juli 1981                                 |
|      | Slipped Mickey                      | 8      | Douglas Moench              | Warren                 | |
|      | Low Spark of High Heeled Noise      | 8      | Douglas Moench              | Warren                 | Der trübe Glanz von hohen Hacken, Die aussergewöhnliche Welt des Richard Corben 2, Volksverlag, 1980      |
|      | Lycan klutz                         | 8      | Corben                      | Warren                 | Lycan Klutz, Vampirella 2, Volksverlag, August/September 1981                                             |
| 1974 | Unprovoked attack on a Hilton Hotel | 8      | Jim Stenstrum               | Warren                 | |
|      | As Though They Were Living          | 8      | Gerry Boudreau              | Warren                 | Als wären sie lebendig, Die aussergewöhnliche Welt des Richard Corben 2, Volksverlag, 1980                |
|      | Wizard Wagstaff                     | 8      | Jack Butterworth            | Warren                 | |
|      | Top to Bottom                       | 8      | Jack Butterworth            | Warren                 | Das Labyrinth, Vampir-Comic 5, Pabel, 1974                                                                |
|      | Woodlik Inheritance                 | 8      | Corben                      | Warren                 | |
|      | Child                               | 8      | Greg Potter                 | Warren                 | Kind, Die aussergewöhnliche Welt des Richard Corben 2, Volksverlag, 1980                                  |
|      | Mind of the Mass                    | 8      | Greg Potter                 | Warren                 | Vorsicht vor der Masse, Die aussergewöhnliche Welt des Richard Corben 2, Volksverlag, 1980                |
|      | Bless Us Father                     | 8      | William DuBay               | Warren                 | |
|      | The Hero Within                     | 8      | Steven Skeates              | Warren                 | Der Held im Inneren, Die aussergewöhnliche Welt des Richard Corben 2, Volksverlag, 1980                   |
|      | Childhoods End                      | 8      | Potter                      | Warren                 | Ende der Kindheit, Die aussergewöhnliche Welt des Richard Corben 2, Volksverlag, 1980                     |
|      | Angel Shy of Hell                   | 8      | Jim Stenstrum               | Warren                 | Engel aus der Hölle, Beta Comic Art Collection 4, Beta Verlag, 1985                                       |
|      | Pinball Wizard                      | 8      | Douglas Moench              | Warren                 | |
|      | The Raven                           | 8      | Richard Margopoulos         | Warren                 | Der Rabe, Edgar Poe, Volksverlag, 1981                                                                    |
|      | Judas                               | 8      | Richard Margopoulos         | Warren                 | Judas, Vampirella 5, Volksverlag, März/April 1982                                                         |
|      | Demon in the Cockpit                | 8      | Richard Margopoulos         | Warren                 | Der Dämon im Cockpit, Beta Comic Art Collection 4, Beta Verlag, 1985                                      |
| 1975 | Forgive Us Our Trespasses           | 8      | William DuBay               | Warren                 | |
|      | Bye, Bye Miss American Dream        | 8      | William DuBay               | Warren                 | |
|      | Anti-Christmas                      | 8      | Gerry Boudreau              | Warren                 | |
|      | Oval Portrait                       | 8      | Richard Margopoulos         | Warren                 | Das ovale Portrait, Edgar Poe, Volksverlag, 1981                                                          |
|      | Shadow                              | 8      | Richard Margopoulos         | Warren                 | Der Schatten, Gespenster-Geschichten präsentiert 4, Bastei, 1986                                          |
| 1976 | Dweller in the Dark                 | 11     | Herb Arnold                 | Sal Quartuccio         | Die Bewohner der Dunkelheit, Die aussergewöhnliche Welt des Richard Corben 1, Volksverlag, 1977           |
|      | Bowser                              | 8      | Jan Strnad                  | Warren                 | |
|      | Within you Without you              | 10     | Bruce Jones                 | Warren                 | In dir und außer dir, Die aussergewöhnliche Welt des Richard Corben 2, Volksverlag, 1980                  |
|      | The Believer                        | 8      | Bud Lewis                   | Warren                 | Der Gläubige, Die aussergewöhnliche Welt des Richard Corben 2, Volksverlag, 1980                          |
|      | Mummy's Victory                     | 8      | McKenzie                    | Warren                 | |
|      | Time and Time again                 | 10     | Bruce Jones                 | Warren                 | Immer und immer wieder, Die aussergewöhnliche Welt des Richard Corben 2, Volksverlag, 1980                |
|      | In Deep                             | 10     | Bruce Jones                 | Warren                 | Tief drin, Die aussergewöhnliche Welt des Richard Corben 2, Volksverlag, 1980                             |
|      | Bloodstar                           | 96     | Corben/John Jakes           | Morning Star Press     | Bloodstar, Volksverlag, 1981                                                                              |
| 1977 | Chard                               | 10     | Herb Arnold                 | Sal Quartuccio         | Chard, Schwermetall 45, Volksverlag, Oktober 1983                                                         |
|      | Years and Mind Forever              | 10     | Bruce Jones                 | Warren                 | Jahre & Geist auf ewig, Die aussergewöhnliche Welt des Richard Corben 2, Volksverlag, 1980                |
|      | You're A Big Girl Now               | 10     | Bruce Jones                 | Warren                 | Jetzt bist du ein großes Mädchen, Schwermetall 17, Volksverlag, Juni 1981                                 |
|      | Instinct                            | 7      | Nicola Cuti                 | Warren                 | Instinkt, Schwermetall 60, Alpha Comic Verlag, Januar 1985                                                |
| 1978 | NeverWhere                          | 104    | Corben                      | Fantagor Press-HM      | Den, Raymond Martin Verlag, 1987                                                                          |
|      | New Tales of the Arabian Nights     | 94     | Jan Strnad                  | HM-Fantagor Press      | Neue Geschichten aus 1001 Nacht, Volksverlag, 1981                                                        |
|      | Woman Scorned                       | 8      | Bruce Jones                 | Warren                 | Eine betrogene Frau, Schwermetall 20, Volksverlag, September 1981                                         |
|      | Ogre                                | 8      | Richard Corben              | Warren                 | Das Ungeheuer, Wer ist Richard Corben ?, Volksverlag, 1982                                                |
| 1979 | The Bodyssey                        | 48     | John Pocsik                 | HM – Fantagor Press    | Pilgor – Kampf um Ammora, Die phantastische Welt der Richard Corben 7, Carlsen, 1993                      |
| 1980 | Blood's a Rover illustrations       | 15     | Harlan Ellison              | paperback              | |
| 1982 | Jeremy Brood                        | 64     | Jan Strnad                  | Fantagor Press         | Jeremys große Reise, Die phantastische Welt des Richard Corben 8, Carlsen 1993                            |
|      | Mutant World                        | 64     | Jan Strnad                  | Warren-Fantagor Press  | Mutantenwelt, Volksverlag, 1982                                                                           |
| 1983 | Muvovum (Den II)                    | 100    | Corben                      | Fantagor Press-HM      | Den II, Raymond artin Verlag, 1987                                                                        |
| 1984 | Roda and the Wolf                   | 8      | Corben                      | Heavy Metal            | |
|      | Fur Trade                           | 8      | John Pocsik                 | Fantagor Press         | |
|      | Infected                            | 8      | Bruce Jones                 | Pacific                | |
|      | Rex 'n' Me                          | 8      | Bruce Jones                 | Pacific                | |
|      | The Small World of Lewis Stillman   | 10     | William Nolan               | Pacific                | Die kleine Welt des Lewis Stillmann, Beta Comic Art Collection 4, Beta Verlag, 1985                       |
| 1985 | Night of the Monkey                 | 8      | John Pocsik                 | Eclipse Comics         | |
|      | X-men for Ethiopia                  | 3      | Alan Moore                  | Marvel                 | |
|      | Spirit of the Beast                 | 8      | Corben                      | Heavy Metal            | |
|      | Twisted Tales illos                 | 4      | Bruce Jones                 | Pacific                | |
| 1986 | Rip in Time                         | 107    | Bruce Jones                 | Fantagor Press         | |
| 1987 | Children of Fire                    | 152    | Corben                      | Fantagor Press         | Den – Kinder des Feuers, Die phantastische Welt des Richard Corben 9, Carlsen, 1993                       |
|      | Vic and Blood                       | 31     | Harlan Ellison              | ?                      | Vic und Blood – Die Geschichte eines Jungen und seines Hundes, Edition Kunst der Comics, 1989             |
| 1989 | The Fall of the House of Usher      | 28     | Corben nach Edgar Allan Poe | Pacific comics         | Der Untergang des Hauses Usher, Gespenster-Geschichten präsentiert 4, Bastei, 1986                        |
|      | Such Pretty Little Toes             | 6      | Jan Strnad                  | Fantagor Press         | |
|      | Wreck of the Katera Dan             | 6      | Jan Strnad                  | Fantagor Press         | |
|      | Donneman's Bluff                    | 4      | Jan Strnad                  | Fantagor Press         | |
|      | Slash and Burn                      | 2      | Corben                      | Rip Off Press          | |
| 1990 | The Juice Wagon                     | 14     | Harlan Ellison              | Dark Horse             | |
|      | Son of Mutant World                 | 60     | Jan Strnad                  | Fantagor Press         | Der Sohn der Mutantenwelt, Die phantastische elt des Richard Corben 6, Carlsen, 1992                      |
|      | Inducement                          | 4      | Richard Morgopoulos         | Fantagor Press         | |
|      | Different                           | 4      | Bruce Jones                 | Fantagor Press         | |
|      | Fireworks                           | 6      | Richard Margopoulos         | Fantagor Press         | |
|      | Silver, Emeralds and Rubies         | 6      | Richard Margopoulos         | Fantagor Press         | |
|      | Turtles Take Time                   | 32     | Strnad                      | Mirage Press           | |
| 1991 | Cave of Ancient Fear                | 4      | Corben                      | Fantagor Press         | |
|      | The Secret of Zokma                 | 9      | Herb Arnold                 | Fantagor Press         | |
|      | Forgotten Tomb                      | 6      | Corben                      | Fantagor Press         | |
|      | Cold Blood                          | 10     | Richard Margopoulos         | Fantagor Press         | |
|      | Cartoon of Blood                    | 10     | Richard Margopoulos         | Fantagor Press         | |
|      | Bath of Blood                       | 14     | Richard Margopoulos         | Fantagor Press         | |
|      | Birth of Blood                      | 16     | Richard Margopoulos         | Fantagor Press         | |
|      | Crypt of Blood                      | 10     | Richard Margopoulos         | Fantagor Press         | |
| 1992 | Densaga                             | 84     | Corben                      | Fantagor Press         | |
|      | Seed of the Sepulcher               | 12     | C. A. Smith – Corben        | Fantagor Press         | |
| 1993 | The Vault of Yo Vombis              | 10     | C. A. Smith – Corben        | Fantagor Press         | |
| .    | Return of the Sorcerer              | 10     | C. A. Smith – Corben        | Fantagor Press         | |
|      | The Sound of Thunder                | 12     | Ray Bradbury                | Topps Comics           | |
|      | Starstone of Blood                  | 6      | Richard Margopoulos         | Fantagor Press         | |
| 1994 | From the Pit                        | 40     | Corben                      | Fantagor Press         | |
| 1995 | Gone Fishin                         | 4      | Corben                      | Penthouse Comix        | |
|      | Penthouse gags                      | 6      | Corben                      | Penthouse Comix        | |
|      | Ringworld                           | 9      | Larry Niven – Corben        | Omni Comix             | |
| 1996 | Batman Black/White                  | 8      | Strnad                      | DC Comics              | |
|      | Denz                                | 66     | Jan Strnad                  | Penthouse Comix        | |
| 1997 | Web of Fear                         | 10     | Corben                      | Frazetta Illustrated   | |
|      | Alien Alchemy                       | 66     | John Arcudi                 | Dark Horse             | |
|      | Gangland: Killer Smile              | 10     | John Pocsik                 | DC                     | |
|      | Heart Throb: Apposites Attract      | 6      | John Pocsik                 | DC                     | |
| 1998 | Tower of Ho                         | 8      | Corben                      | Frazetta Illustrated   | |
|      | The Surviver                        | 6      | John Pocsik                 | D. C. Vertigo          | |
|      | Killer Smile                        | 10     | John Pocsik                 | D. C. Vertigo          | |
|      | Satanica                            | 5      | Glenn Danzig                | Verotic                | |
|      | M-80                                | 6      | Arthur Suydam               | Galaxy: Forbidden Zone | |
|      | Angel of Andromeda                  | 12     | Arthur Suydam               | Galaxy: Forbidden Zone | |
|      | Spear & Fang                        | 10     | Robert E Howard             | Cross Plains           | |
| 1999 | Wolfgirl Eats                       | 10     | Bruce Jones                 | D. C. Vertigo          | Wolfgirl eats, Flinch 1, Speed, 2000                                                                      |
|      | Apposites Attract                   | 6      | John Pocsik                 | D. C. Vertigo          | |
| 2000 | Hard Time                           | 112    | Brian Azzarello             | DC Vertigo             | |
|      | House on the Borderland             | 84     | John Pocsik                 | DC Vertigo             | |
|      | The Split                           | 8      | Joe Lansdale                | D. C. Vertigo          | |
|      | BLUDD Webisodes                     |        | Jan Strnad                  | BLUDD                  | |
| 2001 | Banner                              | 88     | Brian Azzarello             | Marvel                 | Banner 1 + 2, Panini, 2002                                                                                |
| 2002 | Cyclops                             | 5      | Corben                      | DC: SOLO               | |
|      | The Plague                          | 12     | Corben                      | DC: SOLO               | |
|      | Cage                                | 110    | Brian Azzarello             | Marvel                 | |
| 2003 | The Mummy: Belzon's Treasure        | 12     | Corben                      | DC: SOLO               | |
|      | Cowboy: Homecoming                  | 5      | Corben                      | DC: SOLO               | |
|      | Spector, A Missing Life             | 11     | John Arcudi                 | DC: SOLO               | |
|      | Mask                                | 8      | Mark Andreyko               | Wildstorm              | |
|      | Kings Crown                         |        | Jim Alexander               | Metal Hurlant          | |
| 2004 | Punisher: The End                   | 48     | Garth Ennis                 | Marvel                 | |
|      | Swamp Thing                         | 44     | DC                          |                        | |
| 2005 | Bigfoot                             | 89     | Zombie/Niles                | IDW Publishing         | |
|      | Swamp Thing                         | 22     | DC Vertigo                  |                        | |
|      | Hellboy Makoma                      | 46     | Mignola                     | Dark Horse             | |
| 2006 | Edgar Allan Poe                     | 72     | Margopoulos                 | Marvel                 | |
|      | American Splendor                   | 5      | Harvey Pekar                | DC                     | |
|      | Ghost Rider                         | 44     | Daniel Way                  | Marvel                 | |
| 2009 | Starr the Slayer                    | 4 x 22 | Daniel Way                  | Marvel                 | |
| 2012 | Ragemoor                            | 110    | Jan Strnad                  | Dark Horse             | |

## Indizierung
Mehrere deutschsprachige Werke des Künstlers wurden von der Bundesprüfstelle für jugendgefährdende Medien indiziert, beispielsweise Die außergewöhnliche Welt des Richard Corben und Der Dämon im Cockpit.
Beide aufgeführten Indizierungen wurden 2011 wieder zurückgenommen (Entscheidung Nr. A 14/11 vom 17. Januar 2011 (Pr. 1158/10) und Entscheidung Nr. A 316/11 vom 21. November 2011 (Pr.1161/11)).